# Muriel de la Fuente
Muriel de la Fuente est une commune espagnole de la province de Soria en Castille-et-León.